# John Gagnier
John Gagnier (1670–1740) foi um orientalista francês, residente por grande parte de sua vida na Inglaterra.

## Biografia
Gagnier nasceu em Paris por volta de 1670 e foi educado no Colégio de Navarra. Seu tutor, Le Bossu, mostrou a ele uma cópia da "Bíblia Polyglott" de Brian Walton. Isso o levou a dominar o hebraico e o árabe. Depois de receber ordens, tornou-se um cânone regular da Abadia de St. Genevieve. Achando a vida cansativa, ele se retirou para a Inglaterra e acabou se tornando um clérigo anglicano.
Em 1703, ele foi criado MA em Cambridge por mandato real. William Lloyd, nomeou-o capelão doméstico e apresentou-o em Oxford. Gagnier posteriormente se estabeleceu em Oxford e ensinou hebraico. Em 1717, ele foi nomeado pelo vice-chanceler para ler a palestra em árabe em Oxford na ausência do professor John Wallis. A Lord Almoner's Professorship of Arabic em Oxford foi conferida a Gagnier em 1724.

## Morte
Gagnier morreu em 2 de março de 1740. Ele deixou um filho, John, nascido em 1721, que morreu em 27 de janeiro de 1796, com 75 anos.